# Список округов Коннектикута

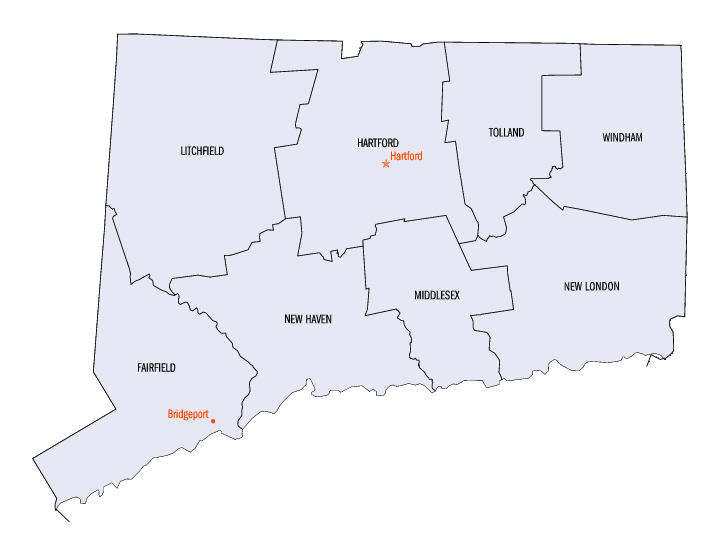
Округа штата Коннектикут

В настоящий момент список округов в штате Коннектикут состоит из восьми позиций. Четыре округа были основаны в 1666 году, во время первой консолидации колонии Коннектикут из ряда более мелких колоний. Два округа сформировались во время колониальных времен, и последние два, Мидлсекс и Толланд, были созданы после провозглашения независимости (1785). Шесть из округов названы в честь некоторых мест в Англии, откуда родом были многие ранние поселенцы Коннектикута. Несмотря на то, что Коннектикут разделён на округа, здесь нет окружного правительства и местное самоуправление остаётся в городах и поселениях.
FIPS — пятизначный код округа (англ. Federal Information Processing Standard), который идентифицирует округа в Соединенных Штатах. Три последних цифры являются уникальными для каждого отдельного округа в штате. Для идентификации Коннектикута перед кодом округа стоят две цифры — 09. Так, например, код FIPS для округа Фэрфилд — 09001. Ссылки в столбце «FIPS» ведут к информации на странице Бюро переписи для этого округа.

## Список округов
| Округ      | FIPS | Центр округа                                                            | Дата основания | Как образовался                                                          | Этимология                                               | Население    | Площадь                        | Карта |
| ---------- | ---- | ----------------------------------------------------------------------- | -------------- | ------------------------------------------------------------------------ | -------------------------------------------------------- | ------------ | ------------------------------ | ----- |
| Фэрфилд    | 001  | Фэрфилд (1666—1853) Бриджпорт (1853—1960)                               | 1666           | Один из четырёх округов, первоначально образовавших колонию Коннектикут. | Из сотен гектаров солончаков, что граничат с побережьем. | 916 829 чел. | 626 квадратных миль (1621 км²) |       |
| Хартфорд   | 003  | Хартфорд (1666—1960)                                                    | 1666           | Один из четырёх округов, первоначально образовавших колонию Коннектикут. | Графство Хартфордшир.                                    | 894 014 чел. | 736 квадратных миль (1906 км²) |       |
| Литчфилд   | 005  | Литчфилд (1751—1960)                                                    | 1751           | Являлся частью округов Фэрфилд, Хартфорд и Нью-Хейвен.                   | Город Личфилд.                                           | 189 927 чел. | 920 квадратных миль (2383 км²) |       |
| Мидлсекс   | 007  | Мидлтаун (1785—1960)                                                    | 1785           | Являлся частью округов Хартфорд и Нью-Лондон.                            | Графство Мидлсекс.                                       | 165 676 чел. | 369 квадратных миль (956 км²)  |       |
| Нью-Хейвен | 009  | Нью-Хейвен (1666—1960)                                                  | 1666           | Один из четырёх округов, первоначально образовавших колонию Коннектикут. | Бывшая колония Нью-Хейвен.                               | 862 477 чел. | 606 квадратных миль (1570 км²) |       |
| Нью-Лондон | 011  | Нью-Лондон (1666—1960)                                                  | 1666           | Один из четырёх округов, первоначально образовавших колонию Коннектикут. | Город Лондон.                                            | 274 055 чел. | 666 квадратных миль (1725 км²) |       |
| Толланд    | 013  | Толланд (1785—1889) Роквилл (1889—1960)                                 | 1785           | Являлся частью округов Хартфорд и Уиндем.                                | Поселение Толланд, графство Сомерсет.                    | 152 691 чел. | 410 квадратных миль (1062 км²) |       |
| Уиндем     | 015  | Уиндем (1726—1819) Бруклин (1819—1895) Уиллимантик и Патнам (1895—1960) | 1726           | Являлся частью округов Хартфорд и Нью-Лондон.                            | Поселение Уиндем, графство Суссекс.                      | 118 428 чел. | 513 квадратных миль (1329 км²) |       |

## Бывшие округа
- Округ Трамбулл — сейчас находится в составе Огайо. Округ назван в честь губернатора Коннектикута времен XVIII века.
- Округ Уэстморленд — в настоящий момент территория этого округа является частью Пенсильвании.

## Новые регионы
С 2022 года Коннектикут разделен на 9 регионов:
- Северо-Западные холмы
- Столичный регион
- Северо-Восточный Коннектикут
- Западный Коннектикут
- Большой Бриджпорт
- Долина Наугатака
- Южный Центральный Коннектикут
- Долина нижнего Коннектикута
- Юго-Восточный коннектикут